# SOKA-BAU
SOKA-BAU (Sozialkassen der Bauwirtschaft) ist die Dachmarke für die Urlaubs- und Lohnausgleichskasse der Bauwirtschaft (ULAK) und die Zusatzversorgungskasse des Baugewerbes AG (ZVK). Gemeinsam sichern sie die Urlaubsansprüche, eine betriebliche Altersversorgung sowie die Ausbildungsförderung für alle Beschäftigten und Betriebe der Bauwirtschaft. Träger sind der Hauptverband der Deutschen Bauindustrie e. V. (HDB), die Industriegewerkschaft Bauen-Agrar-Umwelt (IG BAU) und der Zentralverband Deutsches Baugewerbe (ZDB).
Beide Kassen sind gemeinsame Einrichtungen der Tarifvertragsparteien der Bauwirtschaft. Insbesondere die Urlaubs- und Lohnausgleichskasse ist wesentlicher Bestandteil des Bauarbeitsrechts. Die ZVK ist mit rund 2 Mio. Versicherten nach Anzahl der Versicherten Deutschlands größte Pensionskasse.

## Geschichte
Die Ursprünge der Sozialkassenverfahren in Deutschland reichen ins Jahr 1921 zurück. Die hohe Fluktuation in der Bauwirtschaft verhinderte in den sich entwickelnden tarifpolitischen Strukturen der Weimarer Republik in vielen Fällen die Entstehung von Urlaubsansprüchen. Bis zum Ende der Weimarer Republik entstanden verschiedene regionale Urlaubskassen. Die Nationalsozialisten beseitigten nach der Machtergreifung die vorhandenen tarifvertraglichen Urlaubsmarkensysteme und schufen 1936 eine reichseinheitliche, staatliche Regelung.
Die Urlaubs- und Lohnausgleichskasse der Bauwirtschaft (ULAK) wurde 1949 als „Gemeinnützige Urlaubskasse für die Bauwirtschaft“ gegründet. Zweck der Kasse ist die Sicherung des Urlaubsentgelts für die Bauarbeitnehmer. 1955 wurde die Lohnausgleichskasse für die Bauwirtschaft gegründet. 1975 wurden beide Einrichtungen zur ULAK zusammengeschlossen, bei der es sich um einen wirtschaftlichen Verein gemäß § 22 BGB handelt, der Rechtsfähigkeit kraft staatlicher Verleihung besitzt.

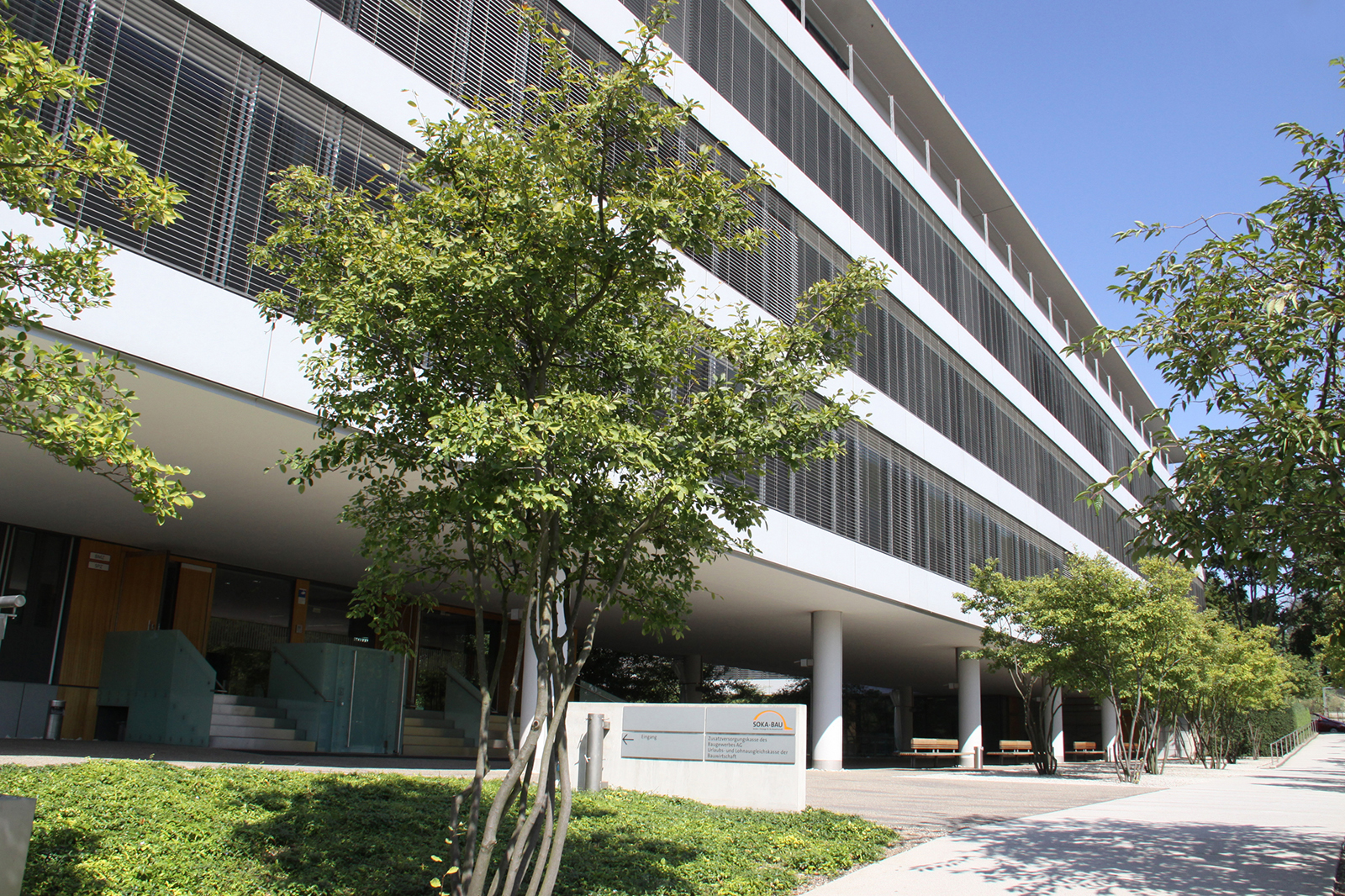
Hauptgebäude von SOKA-BAU in Wiesbaden

Die Zusatzversorgungskasse des Baugewerbes VVaG (ZVK) wurde 1957 gegründet, um Nachteile in der gesetzlichen Rentenversicherung auszugleichen, die für Bauarbeiter durch Nichtbeschäftigungszeiten während der Schlechtwetterperiode entstehen. Seit 2007 ist die ZVK eine Aktiengesellschaft.

## Verfahren und Leistungen
SOKA-BAU führt verschiedene Sozialkassenverfahren (Urlaubsverfahren, Branchenrente, Berufsbildung) auf Basis von Tarifverträgen durch. Diese werden auf Antrag der Tarifvertragsparteien durch das BMAS für allgemeinverbindlich erklärt. Durch die Allgemeinverbindlicherklärung (AVE) werden alle Arbeitsverhältnisse einer Branche vom fachlichen Geltungsbereich eines Tarifvertrages erfasst und die Verfahren gelten für alle Baubetriebe in Deutschland. Neben den Sozialkassenverfahren bietet SOKA-BAU zusätzliche Leistungen für die Bauwirtschaft.

### Urlaubsverfahren
Die Urlaubsvergütung (Urlaubsentgelt und zusätzliches Urlaubsgeld) für gewerbliche Arbeitnehmer in der Bauwirtschaft wird über einen monatlich vom Arbeitgeber zu entrichtenden Beitrag finanziert, der sich aus der Bruttolohnsumme der gewerblichen Arbeitnehmer errechnet.
Durch die nach wie vor hohe Fluktuation in der Bauwirtschaft (jeder siebte gewerbliche Arbeitnehmer wechselt innerhalb eines halben Jahres den Betrieb) hätten viele Arbeitnehmer nicht die Möglichkeit, ihren Urlaub zusammenhängend zu nehmen. Das Bundesurlaubsgesetz sieht zwar vor, dass der Urlaub grundsätzlich zusammenhängend zu gewähren ist, der volle Urlaubsanspruch entsteht nach dem Gesetz aber erst nach einem halben Beschäftigungsjahr. Außerdem kommen in der Bauwirtschaft verhältnismäßig häufig Insolvenzen vor, weshalb das Urlaubsentgelt in diesen Fällen gefährdet wäre.
Um dies auszuschließen, verwaltet die ULAK das Geld treuhänderisch und zahlt es den Bauunternehmen wieder zurück, nachdem der Arbeiter seinen Urlaub genommen hat. Damit werden aber auch die Arbeitgeber von dem Risiko entlastet, für den vollen Urlaubsanspruch eines Arbeitnehmers aufkommen zu müssen, obwohl dieser gar nicht das ganze Jahr im Betrieb beschäftigt ist.
SOKA-BAU führt das Urlaubsverfahren auch für gewerbliche Arbeitnehmer durch, die von ausländischen Betrieben nach Deutschland auf Baustellen entsandt werden. Dadurch sollen Chancengleichheit zwischen deutschen und ausländischen Baubetrieben hergestellt und grundlegende Arbeitnehmerrechte gesichert werden.
2021 nahmen rund 900.000 in- und ausländische Arbeitnehmer am Urlaubsverfahren teil.

### Branchenrente (Rentenbeihilfe / Tarifrente Bau)
Seit 1. Januar 2016 gilt der Tarifvertrag über eine zusätzliche Altersversorgung im Baugewerbe (TZA Bau). Mit der damit verbundenen Einführung der Tarifrente Bau wird die seit 1957 bestehende, überwiegend umlagefinanzierte Rentenbeihilfe schrittweise ersetzt. Die arbeitgeberfinanzierte Tarifrente Bau ist kapitalgedeckt und gilt für alle Arbeitnehmer und Auszubildenden in der Bauwirtschaft, die somit zum Renteneintritt Anspruch auf Leistungen von SOKA-BAU haben.
Seit Einführung der Rentenbeihilfe wurden mehr als 14 Mrd. EUR an ehemalige Beschäftigte der Bauwirtschaft ausgezahlt.

### Berufsbildung
An der Berufsausbildung beteiligt sich in der Bauwirtschaft die gesamte Branche. Jeder Betrieb zahlt dafür einen Beitrag, abhängig von der Bruttolohnsumme der bei ihm beschäftigten gewerblichen Arbeitnehmer, bei der ULAK ein. Seit 2021 wird auch eine Kopfpauschale pro Angestelltem erhoben.
Im Gegenzug bekommen Arbeitgeber bzw. die überbetrieblichen Ausbildungszentren für jeden Auszubildenden einen Großteil der Kosten für die Ausbildungsvergütung und für die überbetriebliche Ausbildung von der ULAK erstattet.
Im Rahmen der Förderung überprüft SOKA-BAU regelmäßig die Qualität der überbetrieblichen Ausbildungszentren.
Für mehr als 42.000 Auszubildende erhielten Ausbildungsbetriebe und überbetriebliche Ausbildungszentren im Jahr 2021 ca. 400 Mio. EUR an Leistungen.

### BauRenteZukunftPlus / BasisPlus
2001 wurde im Rahmen des Alterseinkünftegesetzes die BauRente ZukunftPlus, eine freiwillige Zusatzrente für Beschäftigte der Bauwirtschaft, eingeführt. Üblicherweise sind die Leistungen per Entgeltumwandlung und tariflich vorgesehenem Arbeitgeberanteil finanziert, der Durchführungsweg ist die Pensionskasse.

### Absicherung von Arbeitszeitkonten
Im Rahmen der so genannten großen Arbeitszeitflexibilisierung können Arbeitszeitguthaben von bis zu 150 Stunden entstehen. Mit dem Sicherungskonto SIKOflex können Arbeitgeber die Guthaben der Beschäftigten gegen Insolvenz absichern. Im Fall einer Insolvenz bleibt das Wertguthaben erhalten und wird direkt an den Arbeitnehmer ausgezahlt.

### bau-stellen.de
Auf einem Portal aggregiert SOKA-BAU aktuelle Stellenanzeigen aus der Bauwirtschaft.

## Sozialkassenbeiträge
Die Leistungen der Pflichtverfahren werden bei gewerblichen Arbeitnehmern über lohnabhängige Beiträge vom Arbeitgeber als zusätzliche Lohnnebenkosten entrichtet. Bei Angestellten werden Pauschalbeiträge abgeführt. Für gewerbliche Arbeitnehmer beträgt der Sozialkassenbeitrag aktuell 20,80 % in Westdeutschland, 18,70 % in Ostdeutschland, 25,75 % in Berlin-West und 23,65 % in Berlin-Ost (bezogen auf die Bruttolohnsumme).

## Kritik
Ein wiederkehrender Kritikpunkt an den Sozialkassen der Bauwirtschaft ist die Beitragspflicht von Betrieben, die nach eigener Auffassung keine Bauleistungen erbringen. Die Beitragspflicht wird von den Gerichten allerdings regelmäßig bestätigt, wenn in dem jeweiligen Betrieb mehr als die Hälfte der Arbeitszeit für baugewerbliche Tätigkeiten verwendet wird. Die Tätigkeiten sind im Tarifvertrag spezifiziert.
Die rückwirkende Feststellung der Beitragspflicht kann zu hohen Nachforderungen durch die Kassen führen. Diesen stehen ebenso rückwirkende Leistungen der Kasse entgegen.
2017 haben die Tarifvertragsparteien der Bauwirtschaft und die Verbände des Ausbaugewerbes eine Vereinbarung zur besseren Abgrenzung zwischen Bautätigkeiten und anderen, nicht beitragspflichtigen Tätigkeiten geschlossen.

## Sozialkassenverfahrensicherungsgesetz
Mit Beschlüssen vom 21. September 2016 und 25. Januar 2017 erklärte das Bundesarbeitsgericht (BAG) die Allgemeinverbindlicherklärung (AVE) des Tarifvertrags über das Sozialkassenverfahren im Baugewerbe (VTV) aus den Jahren 2008–2014 für unwirksam. Mit dem „Gesetz zur Sicherung der Sozialkassenverfahren im Baugewerbe“ (SokaSiG) vom 25. Mai 2017 hat der Bundesgesetzgeber die entstandene Rechtslücke geschlossen und den Fortbestand der Soziallassenverfahren gesichert. Bundesarbeitsgericht und Bundesverfassungsgericht haben das SokaSiG als verfassungsgemäß eingestuft. Mit der Allgemeinverbindlicherklärung vom 04.05.2016 (bestätigt durch das BAG mit Beschluss vom 20.11.2018) des Tarifvertrags über das Sozialkassenverfahren im Baugewerbe fußen die Verfahren erneut auf tarifvertraglicher Grundlage.